# Рукандіо (Бургос)
Рукандіо (ісп. Rucandio) — муніципалітет в Іспанії, у складі автономної спільноти Кастилія-і-Леон, у провінції Бургос. Населення — 81 особа (2010).
Муніципалітет розташований на відстані близько 260 км на північ від Мадрида, 46 км на північ від Бургоса.
На території муніципалітету розташовані такі населені пункти: (дані про населення за 2010 рік)
- Еррера-де-Вальдів'єльсо: 11 осіб
- Осабехас: 15 осіб
- Уеспеда: 12 осіб
- Мадрид-де-лас-Кадеречас: 18 осіб
- Охеда: 7 осіб
- Рукандіо: 18 осіб

## Демографія
Динаміка населення (INE ):